# Іван Гавел
Іван Мілош Гавел (народився 11 жовтня 1938, Прага, Чехословаччина— †25 квітня 2021) — чеський науковець, директор Центру теоретичних досліджень Карлова університету і Чеської академії наук в Празі, доцент фізико-математичного факультету університету. Дослідник когнітивістики, математичної логіки, штучного інтелекту, філософії науки. Головний редактор чеського наукового журналу «Весмір» (укр. Всесвіт). Брат першого президента Чехії Вацлава Гавела.

## Біографія
Іван Гавел народився у сім'ї заможного жителя Праги Вацлава Марії Гавела. Мати Гавела Божена Вавречка була донькою чехословацького дипломата і журналиста. Був другою дитиною в родині, мав старшого брата Вацлава Гавела, драматурга, дисидента, президента Чехії. На відміну від брата був активним та рухливим хлопцем.
У 1966 році закінчив Чеський технічний університет. У 1969—1971 роках навчався в Університеті Каліфорнії в Берклі, де отримав ступінь доктора філософії з комп'ютерних наук. У 1972-1979 роках працював науковим співробітником в Інституті теорії інформації та автоматів Чехословацької академії наук. У 1981-1990 роках працював програмістом в чеській компанії «Мета».
Організовував дискусійні збори в своїй квартирі, розповсюджував самвидав, через що переслідувався владою. Декілька разів затримувався поліцією.
З листопада 1989 року до червня 1990 року був одним із засновників (разом з братом Вацлавом) і членів ради координаційного центру Громадянського форуму.

## Наукова діяльність
Працював у галузі комп'ютерних наук, роботехніки, програмування. Паралельно зацікавився проблемами штучного інтелекту, когнітивних наук, філософії науки.
З 1990 року директор Центру теоретичних досліджень Карлова університету і Чеської академії наук в Празі.
З 1990 року головний редактор чеського наукового журналу «Весмір» (укр. Всесвіт).
Є одним з редакторів книжкової серії Міжнародної федерації системних досліджень.
З 1994 року член Європейської Академії.